# Commission d’évaluation des formations et diplômes de gestion
Ne doit pas être confondu avec Commission des titres d'ingénieur ou Conférence des grandes écoles.
En France, la Commission d’évaluation des formations et diplômes de gestion (CEFDG) a été créée en 2001. Elle est chargée de définir les conditions de délivrance du grade de master des établissements d'enseignement supérieur de commerce et de gestion, ainsi que de la réévaluer les diplômes visés des établissements supérieurs de commerce et de gestion privés.

## Missions
La CEFDG est créée par le décret no 2001-295 du 4 avril 2001. 
Elle affiche pour missions l'organisation des modalités de contrôle de la qualité des formations supérieures de commerce et de gestion dans la perspective de la construction de l'espace européen de l'enseignement supérieur.
Elle  est également chargée de l'évaluation des formations de commerce et de gestion dispensées par les établissements d'enseignement supérieur technique privés et consulaires, dans le cadre des procédures de reconnaissance par l'État et d'autorisation de délivrer des diplômes. ainsi que dans les procédures d'évaluation des diplômes conférant les grades de licence et de master.

## Fonctionnement
La CEFDG émet des avis et recommandations pour l'habilitation à délivrer le grade de master pour une période d'au plus six ans, après étude du dossier remis par l'établissement. La Direction générale de l'Enseignement supérieur et de l'insertion professionnelle rend ensuite une décision sur l'habilitation de l'établissement.[source secondaire souhaitée]

## Critiques
Il est reproché à la CEFDG de ne pas disposer de procédure de recours, à l'inverse des autres agences d'accréditations. Par exemple, en 2020, lorsque la CEFDG a renouvelé le grade de master pour le programme grande école de l'EMLyon Business School pour une durée de 3 ans au lieu des 5 ans historiquement accordés, une demande de réexamen de dossier a été émise par l'école après avoir reçu l’avis, de droit, dans les 30 jours qui ont suivi sa réception. Or, le texte a été publié au Bulletin officiel avant même l’expiration de ce délai.

## Pour approfondir